# Вінгаузен
Вінгаузен (нім. Wienhausen) — громада в Німеччині, розташована в землі Нижня Саксонія. Входить до складу району Целле. Складова частина об'єднання громад Флотведель.
Площа — 40,38 км2. Населення становить 4101 ос. (станом на 31 грудня 2021).